# استان مارا

موقعیت استان مارا در نقشه تانزانیا

مارا یکی از استانهای کشور تانزانیا می‌باشد. نام این استان برگرفته از نام رودخانه مارا می‌باشد. مرکز این استان شهر ماسوما نام دارد.
این استان از شمال با استان موانزا و استان شینیانگا و از جنوب شرقی با استان آروشا و همچنین از طریق دریاچه ویکتوریا با استان کاگرا همسایه می‌باشد. استان مارا از سمت شمال شرقی با کشور کنیا همسایه می‌باشد که از این روز به عنوان استان مرزی کشور تانزانیا نیز شناخته می‌شود.

## جغرافیای انسانی
استان مارا به لحاظ جغرافیای انسانی و تنوع قومیتی محل سکونت طیف وسیعی از اقوام و قبایل مختلف می‌باشد که از جمله آنها: لوو، جیتا، روری، زاناکی، کوریا، کابوا، کیروبا، سیمبیتی، انگورمه، کاوایا، اکوما، ناتا، ایسنیه، ایکیزو، سیزاکی، سوکوما و تاتوروو اشاره کرد.

## تاریخچه
استان مارا در طی حکومت استعماری انگلیسی‌ها یکی از شهرهای استان دریاچه بود که بعد از استقلال این منطقه در سال ۱۹۶۱ به استان دریاچه تغییر نام داد.

## گردشگری و حیات وحش

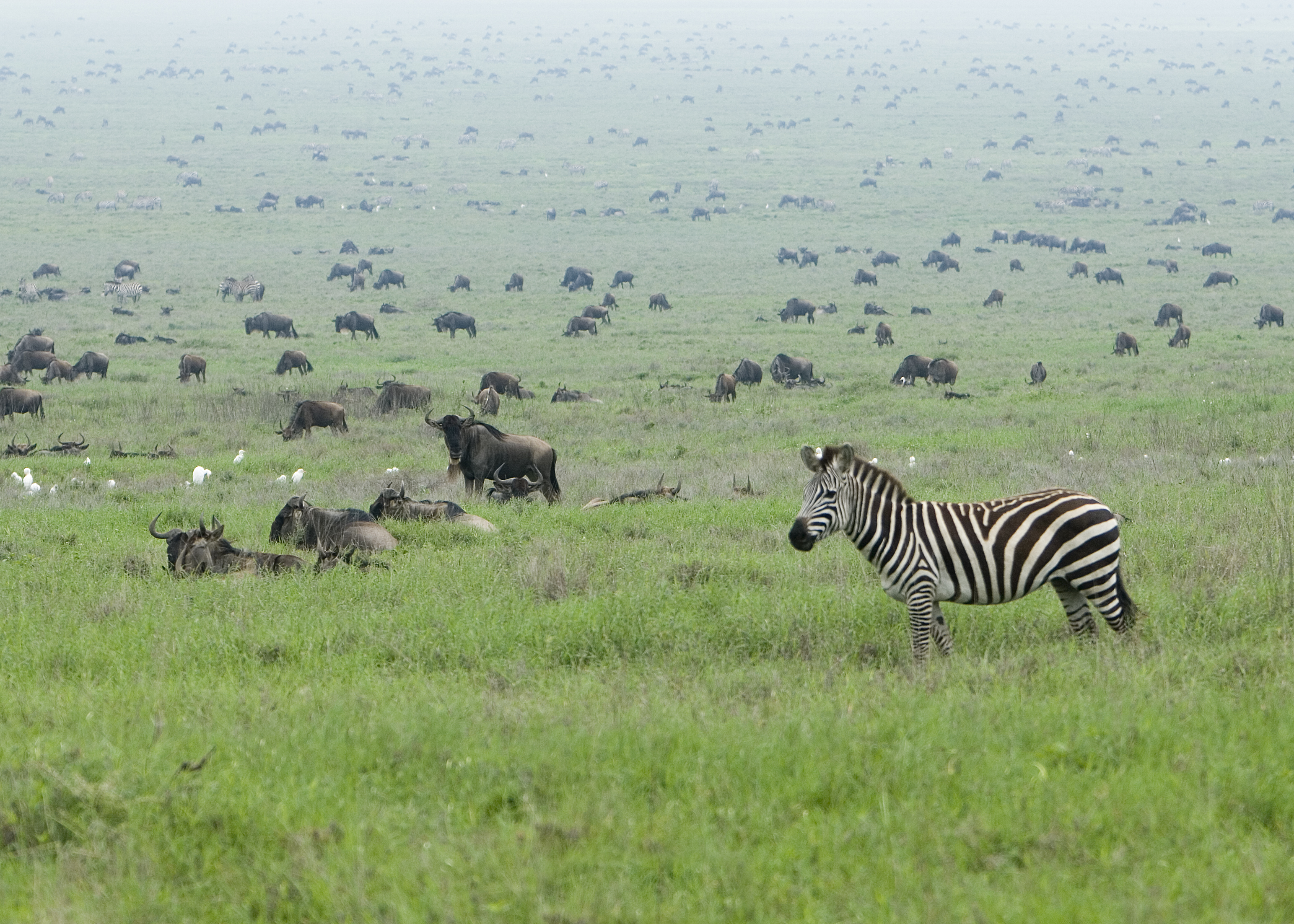
یک گوره خر در پارک ملی سرنگتی

پارک ملی سرنگتی که یکی از معروفترین پناهگاه‌های حیات وحش جهان می‌باشد نیز در این استان قرار دارد که به عنوان میراث جهانی یونسکو نیز به ثبت رسیده‌است. سطح وسیعی از زمینهای این پارک ملی را مراتع و جنگلهای سرسبز پوشانده‌است که نه تنها میزبان مناسبی برای حیات وحش این منطقه می‌باشد بلکه باعث ایجاد جاذبه برای گردشگران داخلی و خارجی نیز شده‌است به طوری که سالانه ۱۵۰٬۰۰۰ نفر توریست برای بازدید از جاذبه‌های گردشگری این پارک ملی به استان مارا سفر می‌کنند که این امر بستر مناسبی را برای رونق روزافزون صنعت گردشگری و اکوتوریسم این استان فراهم نموده‌است.
پارک ملی سرنگتی به عنوان یک پناهگاه حیات وحش میزبان و محل زندگی بیش از یک میلیون جانوار وحشی می‌باشد که از جمله آنها ۲۰۰٬۰۰۰ راس گورخر و ۳۰۰٬۰۰۰ راس آهوی تامسون می‌باشد.

## جمعیت
برپایه نتایج سرشماری عمومی نفوس و مسکن که در سال ۲۰۰۲ توسط دولت تانزانیا انجام شد جمعیت این استان بالغ بر ۱٬۳۶۸٬۶۰۲ نفر اعلام شده‌است.
کمیسیونر منطقه‌ای این استان آقای جان توپا می‌باشد.

## شهرستانها
شهرستانهای استان مارا به شرح زیر می‌باشند:
- شهرستان بوندا
- شهرستان ماسومای روستایی
- شهرستان ماسومای شهری
- شهرستان سرنگتی
- شهرستان تاریمه
- شهرستان روریا